# Classe Diadem
La classe Diadem est la dernière classe de croiseurs protégés de 1re classe, construite par la Royal Navy à la fin du XIXe siècle.

## Histoire
Leur manque de vitesse et de maniabilité, ainsi que leur faible armement furent la cause du passage à un nouveau type de croiseur, le croiseur cuirassé. La classe Diadem fut aussi destinée à la protection des cargos de commerce et remplaça vite la classe Powerful devenue trop coûteuse à l'emploi. Quelques unités furent employées sur les eaux extérieures, en mer de Chine, en Méditerranée et dans les Caraïbes.
Durant la Première Guerre mondiale, certains  furent réactivés soit comme patrouilleur dans la 9° escadre de l'Atlantique, soit comme mouilleur de mines dans la Patrouille de Douvres. Les survivants furent retirés de nouveau du service actif et furent démantelés dans les années 1930. Seul l'Andromède servit de navire-école jusqu'en 1956.

## Les unités de la classe
| Nom                                                                    | Lancement       | Chantier naval                                       | Fin de carrière                                                               | Photo |
| ---------------------------------------------------------------------- | --------------- | ---------------------------------------------------- | ----------------------------------------------------------------------------- | ----- |
| HMS Diadem                                                             | 21 octobre 1896 | Fairfield Shipbuilding & Engineering Company Glasgow | vendu le 9 mai 1921 pour démolition                                           |       |
| HMS Amphitrite                                                         | 5 janvier 1898  | Vickers Limited Barrow-in-Furness                    | mouilleur de mines en 1917 vendu en avril 1920 pour démolition                |       |
| HMS Andromeda Powerful II (1913) Impregnable II (1919) Defiance (1931) | 5 janvier 1898  | Pembroke Dockyard Pembroke                           | vendu pour démolition le 14 août 1956                                         |       |
| HMS Argonaut                                                           | 24 janvier 1898 | Fairfield Shipbuilding & Engineering Company Glasgow | Navire-hôpital en 1915 vendu le 18 mai 1920 pour démolition                   |       |
| HMS Ariadne                                                            | 22 avril 1898   | John Brown & Company - Clydebank                     | mouilleur de mines en mars 1917 coulé le 26 juillet 1917 par SM UC-65         |       |
| HMS Europa                                                             | 20 mars 1897    | John Brown & Company - Clydebank                     | vendu le 15 septembre 1920 pour démolition                                    |       |
| HMS Niobe NCSM Niobe                                                   | 20 février 1897 | Vickers Limited Barrow-in-Furness                    | Transféré à la Marine royale canadienne le 6 septembre 1910 démantelé en 1922 |       |
| HMS Spartiate puis Fisgard                                             | 27 octobre 1898 | Pembroke Dockyard Pembroke                           | reclassifié en 1915 vendu en juillet 1932                                     |       |